# Lugagnano Val d'Arda
Lugagnano Val d'Arda is een gemeente in de Italiaanse provincie Piacenza (regio Emilia-Romagna) en telt 4247 inwoners (31-12-2004). De oppervlakte bedraagt 54,4 km², de bevolkingsdichtheid is 78 inwoners per km².
De volgende frazioni maken deel uit van de gemeente: Antognano, Chiavenna, Diolo, Montezago, Prato Ottesola, Rustigazzo, Tabiano, Veleia, Vicanino.

## Demografie
Lugagnano Val d'Arda telt ongeveer 1814 huishoudens. Het aantal inwoners daalde in de periode 1991-2001 met 0,8% volgens cijfers uit de tienjaarlijkse volkstellingen van ISTAT.
| Jaar | Inwoneraantal |
| ---- | ------------- |
| 1991 | 4235          |
| 2001 | 4202          |

## Geografie
De gemeente ligt op ongeveer 229 m boven zeeniveau.
Lugagnano Val d'Arda grenst aan de volgende gemeenten: Carpaneto Piacentino, Castell'Arquato, Gropparello, Morfasso, Vernasca.